# Trần Lê Quốc Toàn
Trần Lê Quốc Toàn (* 5. April 1989 in Đà Nẵng) ist ein vietnamesischer Gewichtheber.
Toàn errang in der Klasse bis 56 kg den fünften Platz bei den Asienspiele 2010 und den vierten Platz bei den Asienspiele 2014. 2011 wurde er Südostasienmeister und holte 2012 und 2015 Silber und 2013 Bronze bei den Asienmeisterschaften. Bei den Olympischen Sommerspielen 2012 belegte er ursprünglich den vierten Platz. Nachdem der Drittplatzierte Valentin Xristov des Dopings überführt worden war, erhielt Toàn 2019 nachträglich die Bronzemedaille zugesprochen. 2016 wurde er Fünfter. Bei der WM 2017 gewann er hinter seinen Landsmann Thạch Kim Tuấn die Silbermedaille.